# Донецький коксохімічний завод
ВАТ Донецьккокс (Донецький коксохімічний завод) - коксохімічне підприємство Донецька. Донецький коксохімічний завод по праву вважають родоначальником коксохімії України: на підприємстві пройшли весь шлях отримання коксу з кам'яного вугілля - від коксування в купах до коксування в сучасних коксових батареях. За роки п'ятирічок колективу заводу чотири рази присуджувалися призові місця у Всесоюзному соціалістичному змаганні.  

## Проектні потужності
ВАТ «Донецьккокс» складався з трьох технологічно самостійних коксохімічних заводів: Рутченківського (4 батареї), Донецького (2 батареї) і Смолянинівського (1 батарея). 
Найбільший виробничий потенціал мала Рутченківська ділянка - чотири коксові батареї проектною потужністю 1219 тис. т валового коксу на рік. Дві батареї Донецької ділянки здатні виробляти до 492 тис. т коксу на рік. Смоляниновська ділянка спеціалізувалася на виробництві ливарного коксу для машинобудівників. Тут була розташована одна батарея з проектною потужністю 284 тис.т коксу на рік.

## Історія
Завод складався з трьох самостійних коксохімічних підприємств: Рутченківського ім С.М. Кірова, Донецького і Смолянинівського, розташованих відповідно в Кіровському, Ленінському та Куйбишевському районах м. Донецька. Датою заснування підприємства прийнято вважати дату введення в експлуатацію Рутченківського коксохімічного заводу, до якого в 1970 р. були приєднані Донецький і Смолянинівський коксохімічні заводи. Історія виникнення і розвитку заводу нерозривно пов'язана з будівництвом і пуском в експлуатацію Донецького металургійного заводу, коли 24 січня 1872 р. на Юзівському металургійному заводі почалася регулярна промислова виплавка чавуну на коксі, отриманому на коксової установки колишнього Донецького коксохімічного заводу. Коксування відбувалося в так званих купах, а потім у шаумбургскіх печах без уловлювання хімічних продуктів коксування.

### Початок XX століття
У 1898 році на Рутченківської гряді, поблизу станції Рутченково на відстані 9 верст від станції Юзово почали працювати перші шамотні коксові печі. З цього часу і починається літочислення Рутченківської коксохімзаводу.
У 1912 році на Ново-Смолянинівському руднику була споруджена установка з чотирьох шамотних коксових батарей зі вловлюванням хімічних продуктів коксування вугілля, яка згодом отримала назву - Ново-Смолянинівський коксохімічний завод.
В ході історичного розвитку всі виробничі підрозділи заводів піддавалися неодноразовим технічним переозброєнням, модернізації обладнання зі збільшенням обсягів виробництва і розширенням асортименту продукції, що випускається.
Під час Громадянської війни виробничі підрозділи не працювали. Після націоналізації в 1920-1922 рр. почалося відновлення зруйнованих виробництв. З 1922 року запрацювали коксові печі на всіх заводах.
У 1925 році в комплексі 75-ти камерної шамотної коксової батареї на колишньому Донецькому коксохімзаводі введений в експлуатацію хімічний цех по виробленню кам'яновугільної смоли, сирого бензолу і сульфату амонію.
У 1928 році на Рутченковському коксохімзаводі після чергової реконструкції введено в експлуатацію динасові коксові батареї № 2 і № 3, а в 1931 році пущено в експлуатацію коксову батарею № 4. З цього часу Рутченковський завод стає одним з найбільших підприємств в галузі з повним циклом виробництва.
У 1933 році на колишньому Донецькому коксохімзаводі введена в експлуатацію збагачувальна фабрика. Тут же в 1940 році замість шамотних коксових печей введена в лад динасову коксову батарею системи ПК-1 в складі 45 коксових печей.
У 1934 році, 8 грудня, Постановою Совнарокома СРСР Рутченківської коксохімзаводу було присвоєно ім'я С. М. Кірова.

### Період Другої Світової Війни
Під час Другої Світової Війни заводи не працювали. На фронт пішли понад 500 коксохіміків, понад сто з яких загинули. 16 заводчан взяли участь в роботі підпільної організації, що діяла в період окупації в Донецьку. Багато трудящих було евакуйовано на Урал і в Сибір для створення там коксохімічного виробництва.
Після звільнення міста, завдяки самовідданій праці донецьких коксохіміків 19 лютого 1944 року, було видано кокс на Рутченковському і колишньому Донецькому коксохімзаводах, який був потрібен  металургійним підприємствам.
За успішне проведення відновлювальних робіт колективу Рутченківської заводу імені С. М. Кірова шість разів присуджувалося перехідний Червоний Прапор Державного комітету оборони СРСР, яке залишено заводу на постійне зберігання. За проявлені приклади трудового героїзму 63 людини заводчан відзначені урядовими нагородами.

### Після Другої світової війни
У 1950-1952 рр. проведена чергова реконструкція Рутченківської заводу. Була зупинена четверта шамотна коксову батарею, замість якої в 1952 році пущена в експлуатацію нова ДИНАСОВИЙ коксову батарею № 4, побудовані новий механізований вугільний склад з вагоноперекидачем, новий цех уловлювання. У 1958 році виконано перекладка коксової батареї № 2 в тих же габаритах. У 1961 році тут же пущений в експлуатацію цех очищення коксового газу від сірководню з отриманням сірчаної кислоти. У 1965 році пущено в експлуатацію відділення тонкої хімії з виробництва чистих бензолу, толуолу, ксилолу.
У 1964 році на колишньому Донецькому коксохімзаводі стало до ладу відділення очищення коксового газу від сірководню з отриманням сірчистого амонію.
У 1968 році введена в експлуатацію нова ДИНАСОВИЙ коксову батарею на Смолянинівська ділянці з виведенням з експлуатації чотирьох шамотних коксових батарей старої конструкції.
У 1970 році три заводи були об'єднані в Донецький коксохімічний завод імені С. М. Кірова, здійснена перекладка коксової батареї № 3 в тих же габаритах на Рутченковському ділянці. У 1976 році на Донецькому коксохімцехе (колишньому Донецькому коксохімзаводі) вступили в дію після перекладки в тих же габаритах коксову батарею № 1, а 1982 року - коксову батарею № 2. Тут же в 1985 році пущені в експлуатацію нові первинні газові холодильники і машинний зал.
15 травня 1975 року заводу присвоєно почесне звання «Підприємство високої культури виробництва».
У 1986 році на Рутченковському ділянці після перекладки в тих же габаритах пущена в експлуатацію коксову батарею № 1.У грудні 1995 р. завод перетворено у Відкрите акціонерне товариство «Донецьккокс».
Основний майданчик - колишній Рутченківський завод мав у своєму складі низку виробничих і допоміжних цехів. Колишній Донецький завод отримав назву Донецький коксохімічний цех, а Смолянинівський - Смолянинівський коксохімічний цех. Пайова участь у загальному обсязі виробництва становила: Рутченківського - 50, Донецького - 30, Смолянинівського - 20%.
У грудні 1995 р. завод перетворено у Відкрите акціонерне товариство «Донецьккокс».
Основний майданчик - колишній Рутченківський завод мав у своєму складі низку виробничих і допоміжних цехів. Колишній Донецький завод отримав назву Донецький коксохімічний цех, а Смолянинівський - Смолянинівський коксохімічний цех. Пайова участь у загальному обсязі виробництва становила: Рутченківського - 50, Донецького - 30, Смолянинівського - 20%.
У 1999 році завершено будівництво закритого складу вугілля ємністю 15000 т. На Рутченковському ділянці.

## Закриття заводу
У 2006 році, незважаючи на досить високий попит на кокс і прибутки заводу, повністю зупинена Смолянинівська ділянка. Її закриття пов'язують з гострою нестачею вугільної сировини, якої не вистачало ключовим коксохімічним активам холдингу SCM - Авдіївському КХЗ, "Маркохіму". 

Протягом 2006-2007 років були зупинені дві батареї на Рутченківському заводі. У 2008 році зупинені ще дві. Від колись великого виробництва, що діяло залишилися дві невеликі за потужністю батареї Донецької ділянки, що працюють за давальницькою схемою для  заводу "Донецьксталь", який знаходиться поруч.
Перспективи Донецької дільниці заводу в цей час тумані, її роботу тісно пов'язують з металургійним заводом.

Закрита дільниця заводу офіційно находиться на реконструкції. На справді дві ділянки заводу були порізані на метал і звільнені території чекають свого перепрофілювання.
29 березня 2018 року на Наглядовій раді "Метінвесту" (до холдингу якого і належав "Донецьккокс") акціонери вирішили ліквідувати підприємство. 

## Виробництво
Обсяг продукції в 
- 2005 — 0,9929 млн тонн (7-й по Україні — 5,2 % всього виробництва коксу)
- 2010 - 354 тис. тонн
- 2011 - 385 тис. тонн [4]